# マイチュウ
マイチュウ（마이쮸、Maijjyu）は、2004年に発売された韓国のチューイングソフトキャンディ。クラウン製菓（크라운 제과）が販売している。日本の森永製菓が1975年に販売を開始したハイチュウに、サイズ・形状・味・色・食感・包装にいたるまで、酷似している。
2005年11月、森永製菓はクラウン製菓に対し、商標権侵害中止請求訴訟をソウル地裁に提訴した。ソウル地裁は商品名の「チュウ」以外は似ていないと判断。森永製菓が韓国国内で「ハイチュウ」の商標権を取得していなかったことから、森永製菓の訴えを棄却した。